# Фоссати, Маурилио
Маурилио Фоссати (итал. Maurilio Fossati; 24 мая 1876, Арона, королевство Италия — 30 марта 1965, Турин, Италия) — итальянский кардинал, O.SS.C.G.. Епископ Нуоро с 24 марта 1924 по 2 октября 1929. Архиепископ Сассари со 2 октября 1929 по 11 декабря 1930. Архиепископ Турина с 11 декабря 1930 по 30 марта 1965. Кардинал-священник с 13 марта 1933, с титулом церкви Сан-Марчелло с 16 марта 1933.